# アップシャー郡 (ウェストバージニア州)
アップシャー郡（英: Upshur County）は、アメリカ合衆国ウェストバージニア州の中央部に位置する郡である。2010年国勢調査での人口は24,254人であり、2000年の23,404人から3.6%増加した。郡庁所在地はバックハノン市（人口5,639人）であり、同郡で人口最大の都市でもある。アップシャー郡は1851年に、ランドルフ郡、バーバー郡、ルイス郡のそれぞれ一部を合わせて設立された。郡名はバージニア州の著名な政治家かつ法学者だったエイベル・パーカー・アップシャーに因んで名付けられた。アップシャーはジョン・タイラー大統領の政権でアメリカ合衆国国務長官と同海軍長官を務めた。

## 地理
アメリカ合衆国国勢調査局に拠れば、郡域全面積は355平方マイル (919 km2)であり、このうち陸地355平方マイル (919 km2)、水域は0平方マイル (0 km2)で水域率は0.03%である。アップシャー郡はアメリカ合衆国国定電波静穏帯に入っている。
郡内最高地点は、ランドルフ郡とアップシャー郡の郡境、パレスバレーとハムロックのすぐ外、シュガーラン近くにある標高3,160フィート (963 m) の地点である。

### 主要高規格道路
- アメリカ国道33号線
- アメリカ国道48号線
- アメリカ国道119号線
- ウェストバージニア州道4号線
- ウェストバージニア州道20号線

### 管理地区
アップシャー郡は6つの管理地区に分割されている。1863年7月31日から制定されている。
- バンクス地区、ナサニエル・プレンティス・バンクスに因む命名
- バックハノン地区、郡庁所在地バックハノン市に因む命名
- ミード地区、ジョージ・ミード将軍に因む命名
- ユニオン地区、北軍に仕えた兵士に因む命名
- ウォーレン地区、ガバヌーア・ケンブル・ウォーレンに因む命名
- ワシントン地区、ジョージ・ワシントン大統領に因む命名

### 隣接する郡
- ハリソン郡 - 北
- バーバー郡 - 北東
- ランドルフ郡 - 南東
- ウェブスター郡 - 南
- ルイス郡 - 西

## 人口動態
以下は2000年国勢調査による人口統計データである。
| 基礎データ - 人口: 23,404人 - 世帯数: 8,972 世帯 - 家族数: 6,352 家族 - 人口密度: 25人/km2（66人/mi2） - 住居数: 10,751軒 - 住居密度: 12軒/km2（30軒/mi2） 人種別人口構成 - 白人: 98.19% - アフリカン・アメリカン: 0.62% - ネイティブ・アメリカン: 0.17% - アジア人: 0.31% - 太平洋諸島系: 0.01% - その他の人種: 0.13% - 混血: 0.58% - ヒスパニック・ラテン系: 0.59% 年齢別人口構成 - 18歳未満: 22.6% - 18-24歳: 12.6% - 25-44歳: 25.7% - 45-64歳: 24.5% - 65歳以上: 14.7% - 年齢の中央値: 37歳 - 性比（女性100人あたり男性の人口） - 総人口: 94.2 - 18歳以上: 90.4 | 世帯と家族（対世帯数） - 18歳未満の子供がいる: 31.1% - 結婚・同居している夫婦: 58.2% - 未婚・離婚・死別女性が世帯主: 9.1% - 非家族世帯: 29.2% - 単身世帯: 25.2% - 65歳以上の老人1人暮らし: 11.8% - 平均構成人数 - 世帯: 2.45人 - 家族: 2.92人 収入と家計 - 収入の中央値 - 世帯: 26,973米ドル - 家族: 32,399米ドル - 性別 - 男性: 29,020米ドル - 女性: 18,087米ドル - 人口1人あたり収入: 13,559米ドル - 貧困線以下 - 対人口: 20.0% - 対家族数: 16.0% - 18歳未満: 27.3% - 65歳以上: 10.5% |

## 経済
アップシャー郡経済の主力は石炭鉱業と製材業である。また郡庁所在地のバックハノン市には小さいが私立教養系のウェストバージニア・ウェズレヤン・カレッジがある。フレンチクリークにあるウェストバージニア州立野生生物センターは人気のある観光地として収入を生んでいる。2006年1月2日、バックハノン市に近いセイゴにあるセイゴ炭坑で、爆発事故がおき、国際的な注目を集めた。この事故で13人の坑夫が坑内に2日近く閉じこめられ、結局1人のみが救出された。国内では2001年にアラバマ州で13人が亡くなった事故、ウェストバージニア州内では1968年に78人が亡くなった事故以来の惨事となった。

## 都市と町

### 法人化市
- バックハノン - 郡庁所在地

### 未編入の町
| - アボット - アドリアン - アレクサンダー - アルトン - アーリントン - アトラス - ビーンズミル - カナーン - カーター - クラドック - デイズビル - ディーンビル - イーデン - エラモア - エバーグリーン - エクセルシア - ファイブフォークス | - フリーマン - フレンチクリーク - フレンチトン - ゲインズ - ゲイル - グッドウィン - ゴームリー - ゴーシェン - グールド - ハンプトン - ヒーブナーグローブ - ヘムロック - ヒンクルビル - ホッジズビル - ホリーグローブ - フーバータウン - インペリアル | - インゴ - アイビー - カナーヘッド - ケドロン - キスリングミル - ローレンツ - マッキュータウン - ミッドベール - ニボ - ニューロントン - オーバーヒル - パレスバレー - ポストミル - クイーンズ - レッドロック - レーガー - ロックケイブ | - ロッキーフォード - ルーラルデール - セイゴ - サンドラン - シェルビービル - シャハン - サウスバックハノン - スワンプラン - トールマンズビル - テンマイル - テナートン - ティーター - ビーガン - ホワイトオーク - ウィルソンタウン - ヨーカム - ザイオン |